# Ugo Panichi
Ugo Panichi (Firenze, 22 agosto 1872 – Pavia, 11 marzo 1966) è stato un mineralogista italiano.

## Biografia
Docente all'università di Cagliari e poi all'università di Pavia, fu scrupoloso cristallografo e petrografo.
Studiò soprattutto l'isola di Vulcano e l'Aurunca.